# Nicodamus peregrinus
Nicodamus peregrinus är en spindelart som först beskrevs av Charles Athanase Walckenaer 1842.  Nicodamus peregrinus ingår i släktet Nicodamus och familjen Nicodamidae. Inga underarter finns listade i Catalogue of Life.